# Campionato montenegrino di football americano 2015
Il Campionato montenegrino di football americano 2015 è la 1ª edizione dell'omonimo torneo di football americano di primo livello.

## Squadre partecipanti
| Club                 | Città     | Stadio | Sponsor ufficiale |
| -------------------- | --------- | ------ | ----------------- |
| Budva Whackers       | Budua     |        |                   |
| Cetinje Perjanici    | Cettigne  |        |                   |
| Podgorica Direwolves | Podgorica |        |                   |
| Tivat Myrmidons      | Teodo     |        |                   |

## Stagione regolare

### Calendario

#### 1ª giornata
| 17 luglio 2015 | Podgorica Direwolves | 21 – 6 | Cetinje Perjanici |  |

| 18 luglio 2015 | Budva Whackers | 37 – 14 | Tivat Myrmidons |  |

#### 2ª giornata
| 8 agosto 2015 | Cetinje Perjanici | 20 – 35 | Budva Whackers |  |

| 8 agosto 2015 | Tivat Myrmidons | 7 – 10 | Podgorica Direwolves |  |

#### 3ª giornata
| 14 agosto 2015 | Budva Whackers | 28 – 29 | Podgorica Direwolves |  |

| 14 agosto 2015 | Tivat Myrmidons | 17 – 6 | Cetinje Perjanici |  |

#### 4ª giornata
| 29 agosto 2015 | Tivat Myrmidons | 13 – 40 | Budva Whackers |  |

| 29 agosto 2015 | Cetinje Perjanici | 31 – 22 | Podgorica Direwolves |  |

#### 5ª giornata
| 5 settembre 2015 | Budva Whackers | 49 – 0 | Cetinje Perjanici |  |

| 5 settembre 2015 | Podgorica Direwolves | 31 – 22 | Tivat Myrmidons |  |

#### 6ª giornata
| 12 settembre 2015 | Podgorica Direwolves | 24 – 35 | Budva Whackers |  |

| 12 settembre 2015 | Cetinje Perjanici | 10 – 27 | Tivat Myrmidons |  |

### Classifica
La classifica della regular season è la seguente:
- PCT = percentuale di vittorie, G = partite giocate, V = partite vinte, P = partite perse, PF = punti fatti, PS = punti subiti

| Pos. | Squadra              | PCT  | G | V | N | P | PF  | PS  |
| ---- | -------------------- | ---- | - | - | - | - | --- | --- |
| 1    | Budva Whackers       | .833 | 6 | 5 | 0 | 1 | 224 | 100 |
| 3    | Podgorica Direwolves | .833 | 6 | 5 | 0 | 1 | 144 | 115 |
| 2    | Tivat Myrmidons      | .333 | 6 | 2 | 0 | 4 | 100 | 134 |
| 4    | Cetinje Perjanici    | .000 | 6 | 0 | 0 | 6 | 50  | 178 |

## MonteBowl
| 26 settembre 2015 | Budva Whackers | 42 – 30 | Podgorica Direwolves |  |

## Verdetti
- Budva Whackers Campioni del Montenegro 2015